# Mariana Manana
Mariana Anapaz Manana (Cabiri, c. 1910 - Angola, c. 1966) foi uma guerrilheira, política e liderança anticolonial angolana. Na década de 1960, era uma das mais experientes membras do Movimento Popular de Libertação de Angola (MPLA), juntamente com Domingos Francisco da Silva Kileba.
Destaca-se por ser uma das duas mulheres (a outra foi Engrácia Cabenha) a estar nos ataques a Luanda em fevereiro de 1961, sendo designada comandante operacional por Manuel das Neves, ficando responsável pela logística da operação.
Esteve ainda ligada à formação do Exército Popular de Libertação de Angola (EPLA), sendo, em seguida, a primeira presidente da Organização da Mulher Angolana (OMA) após sua fundação oficial. Chegou também a ser 2ª Vice-Presidente do MPLA entre 1963 e 1966.